# كرايغ سميث (لاعب كريكت)
كرايغ سميث (بالإنجليزية: Craig Smith)‏ (9 يناير 1985 في نيوزيلندا - ) هو لاعب كريكت نيوزلندي.

## وصلات خارجية
- كرايغ سميث على موقع إي آس بي آن كريك إنفو (الإنجليزية)